# Bokhorst
 For alternative betydninger, se Bokhorst (flertydig). (Se også artikler, som begynder med Bokhorst)
Bokhorst er en by og kommune i det nordlige Tyskland, beliggende i Amt Schenefeld i den nordvestlige del af Kreis Steinburg. Kreis Steinburg ligger i den sydvestlige del af delstaten Slesvig-Holsten.

## Geografi
Bokhorst ligger omkring 5 km vest for Schenefeld og 14 km nord for Itzehoe. Motorvejen A23 går gennem den sydlige del af kommunen.